# 丹麦女孩
《丹麥女孩》（英語：The Danish Girl）是一部2015年英美傳記劇情電影，由汤姆·霍伯執導，改编自大卫·埃伯肖夫於2000年出版的同名小說，以丹麥畫家莉莉·埃尔伯與格蕾塔·魏格纳生活為靈感啟發。電影由艾迪·瑞德曼分別飾演埃纳·莫恩斯·韦格纳及莉莉·埃尔伯，他是已知最早接受性別重置手術的人。而艾莉西亞·薇坎德飾演埃纳的妻子格爾達·韋格納，其他主要演員有班·維蕭、塞巴斯蒂安·科赫、安柏·赫德與馬提亞斯·修奈爾。
本片被選定於2015年9月12日的第72屆威尼斯影展的正式競賽電影，並在2015年多倫多國際電影節的特別節目組展出。電影於2015年11月27日在美國焦點影業限定發行。2016年1月1日環球影業在英國發行。艾莉西亞·薇坎德獲得奧斯卡最佳女配角。

## 劇情大綱
在1926年的哥本哈根，肖像畫畫家格蕾塔·魏格納一次因模特兒失約，而說服她的風景畫畫家丈夫埃納·韋格納穿上女裝來充當女模特以完成畫作。這次扮演女性啟發埃纳爾自我的女性性別認同，她將自己稱為莉莉·艾爾伯，雖然起初看似玩票性質，但隨後一發不可收拾，她拋棄了先前努力維持的男性形象。
格蕾塔的作品很受歡迎，她受邀到巴黎開展，並在之後和莉莉一起搬到巴黎。格蕾塔在那裏遇見藝術品仲介商漢斯，漢斯是莉莉兒時的好友。漢斯和格蕾塔之間相互吸引著，這對格蕾塔而言是個挑戰，因為她正處理自己和莉莉之間不斷變化的關係。
莉莉對自己的男性身分變得越來越難以忍受，她尋求心理學家幫助，但毫無結果。後來莉莉和格蕾塔在推薦下見到科特·瓦內克羅斯醫師，瓦內克羅斯解釋道，他曾遇過像莉莉這樣生理上是男性，心理認同是女性的人。瓦內克羅斯提出一種創新但有爭議的解決方式：性別重置手術。他還表示這是他第二次進行這種手術，第一個接受此手術的男性太過緊張，在手術開始前就逃離了。此手術有兩個階段，首先去除莉莉的男性外生殖器，接著製作陰道。他警告莉莉和格蕾塔，指出這是種前所未有的高危險性手術，莉莉同意此事，並在沒有格蕾塔陪伴的情況下前往德國接受手術。
格蕾塔最後還是決定待在莉莉身邊，她在莉莉動完第一次手術後和她相聚，但由於莉莉手術後嚴重感染且預後不佳，莉莉苦不堪言。莉莉開始從事販售女用香水的工作，她和一位原本她感興趣的男士成了朋友，並強調埃納·韋格納已經離開了，而埃納和格蕾塔的關係也結束了。之後莉莉決定去動第二次手術，格蕾塔對此感到苦惱，莉莉便獨自前往。
手術完成後，莉莉與格蕾塔重逢，莉莉臉色蒼白，四肢乏力，她覺得自己很完整，要格蕾塔把自己帶到花園。莉莉與格蕾塔交談時，死於第二次手術的併發症。格蕾塔和漢斯回到丹麥的一座山丘，該處是漢斯與埃納的故鄉。莉莉的圍巾隨風舞動著。

## 演員
- 艾迪·瑞德曼 飾 埃納爾·魏格納／莉莉·艾尔伯
- 艾莉西亞·薇坎德 飾 格蕾塔·魏格纳（英语：Gerda Wegener）
- 馬提亞斯·修奈爾 飾 漢斯·阿希吉
- 本·威士肖 飾 亨里克·森達爾
- 艾梅柏·希尔德 飾 歐拉·寶森
- 塞巴斯蒂安·科赫（英语：Sebastian Koch） 飾 克特·華納克羅斯醫生
- 艾美尔拉德·芬内尔（英语：Emerald Fennell） 飾 埃爾莎
- 艾德里安·席勒（英语：Adrian Schiller） 飾 拉斯姆森

## 製作

### 開發
編劇Lucinda Coxon為這齣戲的劇本寫了十年的時間，她告訴《創意劇本創作》雜誌：「我從2004年開始寫，在兩年之內我們已有樂於寄出的劇本。我們都非常興奮而我極為天真，因為當你愛上一個項目，你會假定所有人都會愛上它。眾演員都愛上它，一些著名的女演員都想飾演格爾達，但這個題材很難找到演員去飾演莉莉。我們預定了不同的導演，每個導演都讓我們寫了新草稿。
」
2009年9月，托馬斯·阿爾弗雷德森向《综藝》雜誌透露電影項目的製作將早於他即將上映的改編電影《諜網謎蹤》。他補充說：「我們談了接近一年，而我們將很快投入製作」。
2009年12月，瑞典媒體報導阿爾弗雷德森不再與《丹麥女孩》有關係，接下來將展開《諜網謎蹤》的製作。他表示，他對製作《丹麥女孩》的報導在協議最後確認前外傳感到後悔，他還表示自己仍希望製作該部電影，可能會返回該項目。
2010年1月12日，瑞典導演萊思·霍斯壯向瑞典媒體透露，指他將取代阿爾弗雷德森擔任《丹麥女孩》的導演。

### 選角
查理絲·花朗最初原訂飾演格爾達·魏格納，但後來退出了，由桂莉芙·柏德露代替。但她由於拍攝地點改變而離開此項目，再度使該角色空窗。奧瑪·花曼傳聞是替代人選。2010年9月，瑪莉安·歌迪雅是傳聞中主角格爾達·魏格納的候選人。
2010年6月11日，《荷李活報導》透露，電影已獲得德國北威州電影局120萬歐元（150萬美元）的資金補助。這筆補助的條件包括為期19日於德國取景。2011年2月，《螢幕周刊》報導稱電影將於同年7月開拍，以及麗素·慧絲將會飾演格爾達·魏格納。但在5月有消息指薇玆和霍尔斯托已離開拍攝計劃。
2014年4月28日，電影公司公布汤姆·霍伯會執導該片，以及艾迪·瑞德曼將成為主角飾演埃納爾／莉莉。2014年6月19日，艾莉西亞·薇坎德宣布加盟劇組演出。
2015年1月8日，馬提亞斯·修奈爾宣布加入劇組演出。

### 拍攝
拍攝預計於2010年春季於柏林展開。編劇告訴《創意劇本創作》，當最後導演開拍時，他實際上使用了舊版的劇本。「劇本在交給湯姆之前，我們可能已經寫過20個草稿。導演看回2008年的草稿，事實上，我們拍攝的是一個修訂過的早期版本。我替導演作了個很大程度的修改，但最終我們使用了僅略為修改過的原版。」
拍攝於2015年2月開始，那時艾迪·瑞德曼已在劇組，於哥本哈根的新港取景，那裡標誌性的濱水區看起來就像20世紀30年代的哥本哈根。。拍攝地點設定為倫敦工作室設立的丹麥和巴黎的房屋單位，以及額外於哥本哈根及布魯塞爾取景。電影製作於2015年4月12日殺青，花了44天於6個國家共186個場景拍攝。

## 後期製作
電影的後期製作於2015年9月完成。根據作曲家亞歷山大·達士勒，後期製作的進度飛快，達士勒在電影剪接時寫曲，曲目錄製離電影於威尼斯電影節上首映只有一星期。
導演在一些電視訪談節目上透露電影的結局與小說及真實歷史不同，小說中格爾達與漢斯在一起，真實歷史中莉莉人生的最後歲月格爾達沒有和他相伴；他也不再強調漢斯那段故事的重要性，因為他不想格爾達與漢斯的愛可和格爾達與莉莉的感情相提並論。他想要一種模糊曖昧，寧可格爾達與漢斯的關係傾向一段外遇而不是友誼。因為對於他來說，格爾達和莉莉為彼此的畢生摯愛。他採用此走向的劇本版本來保護他們關係的重要性。
在另一個訪問，女主角艾莉西亞·薇坎德透露，她有兩個跟Amber跳舞的場景從電影刪除，以及電影的初剪版超過兩小時長。

## 發行
2015年3月4日，焦點影業於2015年11月27日宣布該電影將有限發行。電影於2015年9月5日在第72届威尼斯電影節上全球首映。

### 市場
埃迪·雷德梅尼飾演莉莉·艾爾伯的首張劇照於2015年2月26日公布。埃迪·雷德梅尼與艾莉西亞·薇坎德兩人的海報於8月發布。2015年9月1日，首個預告片發布了，而在2015年11月19日，電影的第一個剪輯被發布出去。

### 被禁止上映
由於電影涉及跨性別、變性與同性戀等LGBT題材，某些地方以電影道德墮落的理由，在卡塔爾、阿聯酋、阿曼、巴林、約旦和科威特被禁。

### 票房
截至2016年2月15日，《丹麥女孩》於北美的票房收入已超$1,080萬美元，其他地區為$3,330萬美元，全球總計$4,410萬美元，遠超$1,500萬美元的預算。
電影於2015年11月27日於美國和加拿大橫跨在紐約和洛杉磯的四個電影院進行有限度放映，隨後於2015年12月擴展至其他地區。開畫首個周末賺得$185,000美元，平均收益$46,250美元，這是每個影院於2015年平均第六次最佳首映週末，當中開播首個周末的觀眾當中佔58%是女性，有67%的觀眾年齡超過40歲。

### 評論回應
《丹麥女孩》普遍從評論家當中獲得好評，特別是對於演員的演技，以及靈敏的處理一個困難的題材。在Metacritic基於41個評論，平均分數為6.6/10。在爛番茄網站，電影有70%的評分，基於186個評論，平均得分為6.6/10，一致意見寫著：「《丹麥女孩》作為埃迪·雷德梅尼天賦的另一個展示平台，以一齣精美的傳記片形式去拍攝，酸楚地探索一個發人深省的主題」。在Metacritic網站，電影得分66/100基於40個評論，指出「總體看好的評論」。
這部電影的演技，尤其是埃迪·雷德梅尼和艾莉西亞·薇坎德當主角，獲得了相當的好評，《神奇收費亭》（Phantom Tollbooth）的瑪麗·艾斯納爾（Marie Asner）指出，「演技成就了這齣電影」。《衝動玩家》（Impulse Gamer）的達明·斯特拉克（Damien Straker）指：「兩位演員的有力演出給這部片扣人心弦的情感重量，極有感染力。」雷德梅尼的表現被形容為「另一個傑出的範例，顯示出他能將自己沉浸於角色至何等深度」3AW的占·斯肯布裡（Jim Schembri）說。《闊德城時報》（Quad City Times）的琳達·庫克（Linda Cook）指：「發人深省，令人心碎和可信的」。
《Vulture紐約雜誌》的凱爾·布坎南（Kyle Buchanan）抱怨道，這只是又一部順應潮流的「（表面上是）同性戀與變性人電影而實際上是關於異性戀。」。而《悉尼晨鋒報》的保羅·伯恩斯說這是個損失的機會，「片中的洋裝比情感更有說服力」。
大中華地區方面，《明報周刊》的釋姬指：「男主角女性演出多麼的嫵媚，女主角流著淚卻多麼的搶戲。細緻的演繹，動人的刻劃，足見導演功力。」《號外》的張高翔說：「電影證明愛的存在並非只有一種形式，也別以為將它與任何制度縛綁在一起，才配得被稱頌。」提到女主角的演技，影評人陳志華稱讚：「艾莉西亞·薇坎德表現出眾，令人信服。」而影評人宣柏健稱：「女主角那義無反顧的支持令人讚嘆。」至於男主角，影評人鄭政恆說：「埃迪·雷德梅尼的演出上乘，繼《霍金：愛的方程式》之後，再一次教人嘆為觀止。」及著名作家王迪詩說：「埃迪·雷德梅尼的演技只能用四個字來形容 — 登峰造極。演戲可以細膩到如此地步，到底是不是人類？」影評人邁克也讚嘆男女主角的演技：「男女主角毋須奧斯卡加持，自動當選我心目中的影帝影后！」

## 爭議
電影收到一些批評是對於由一個順性別的演員去飾演一個跨性別女性，它同樣被評為以女性化情色，掩蓋其歷史上跨性別人士的真實故事，並以虛構故事來掩飾這是莉莉·埃爾伯與格爾達·韋格納的真實故事。

### 歷史準確性
- 電影是根據大衛·埃伯肖夫（英语：David Ebershoff）的同名小說而寫的。這本小說，根據埃伯肖夫所述，並非試圖說出一個真實故事，他不僅憑空想像大部分埃爾伯的內心世界，也創作了書中其他角色，例如漢斯和亨里克，這兩個角色都出現於電影中[3]。儘管有許多不準確，電影以一個「真實故事」及「一個真實的愛情故事」向公眾行銷。導演表示這部片更接近於歷史真實而非埃伯肖夫的小說[34][60][60][61][62][63][64]。
- 格爾達·韋格納是一個天生金髮碧眼、白皙皮膚的女性（如同她在自己的自畫像中描繪）[65][66]，而艾莉西亞·薇坎德是個天生棕髮棕眼以及橄欖色皮膚的女性，在拍攝電影時，她需要戴上金色假髮。她向《紐約時報》透漏，製片人執著於她外貌不像北歐人，要她美白皮膚，讓膚色淡些[67]。
- 電影所描述的是由1926年開始，當時莉莉是44歲，而格爾達是40歲，他們的婚姻維持了26年（1904年—1930年），他們結婚當時分別是22歲和18歲。電影只提到莉莉和格爾達已經結婚6年了。
- 格爾達·韋格納在電影描述的事件時是43至44歲。在1930年，莉莉接受變性手術的時候是47歲，翌年她死亡時是48歲。而埃迪·雷德梅尼在拍攝時33歲，艾莉西亞·薇坎德只有26歲。
- 格爾達和莉莉於1912年搬到巴黎，當時他們分別26及30歲，但電影呈現暗示他們搬至巴黎時正值1920年代末。巴黎於1910至1920年代奉行自由主義，這就能解釋為何格爾達與莉莉安身於此，且格爾達能夠公開地以女同性戀的身分生活[65][68]。而莉莉在巴黎穿著男性裝束，被兩名男子誤認為是女同性戀者後毆打的情節是虛構的。
- 莉莉在變性後的姓名改為莉莉·伊爾莎·艾爾伯（Lili Ilse Elvenes）。
莉莉·易北（Lili Elbe）這名字是電影中使用的名字，是由哥本哈根的記者路易絲·盧盧·拉桑（Louise "Loulou" Lassen）命名的[69]。
- 一個爭議主題是格爾達的性傾向，[70]，可由她所繪畫的情色繪畫主題得到證明[71][72]。格爾達與莉莉的婚姻於1930年終止後兩人關係破裂，這在小說及電影中省略了。[73][74]。
- 格爾達·韋格納的著名女同性戀情色畫作從未於電影中提及過，事實是在莉莉最後的手術及死亡之時，她都不在莉莉身邊，而是跟她的第二任丈夫，意大利官員費爾南多·門於意大利生活。隨後格爾達於1936年離婚，沒有兒女亦沒有再婚。後來她回到丹麥，窮困潦倒並走上酗酒之路，最後她死於1940年。
漢斯·阿希吉的角色（馬提亞斯·修奈爾 飾）並沒有出現在她的生命中[75]。
- 莉莉在最後的手術和死亡時的男友是法國畫商克勞德·勒瓊（Claude Lejeune），那是她想與之結婚並有孩子的人。有照片顯示莉莉與克勞德於1928年開始相戀，當時莉莉與格爾達仍有婚姻關係。電影中並沒有提及過克勞德，而亨里克的角色（本·威士肖 飾）如之前提及，是虛構的，只稍由勒瓊得到靈感。[57][76][77][78]。
- 圍繞莉莉死亡的重要因素在電影中被省略：她於1931年進行子宮移植（第五次手術），死於器官排斥，當時她48歲。但在電影中，她死於第二次變性手術。
- 事實上，莉莉並非第一個女變性者，亦非第一個接受變性手術的人。多拉·里希特（Dora Richter），出生時名為魯道夫·里希特（Rudolph Richter），生於1891年，早自童年，里希特即顯示「傾向以女性化的方式行為舉止」。在1922年，他自己要求被閹割，當時馬格努斯·赫希菲爾德（Magnus Hirschfeld）為她安排了雙側睾丸切除術 （閹割），並開始調查減少男性荷爾蒙對她手術的影響。她打扮成一個女人，在赫希菲爾德研究所內做家務。赫希菲爾德親切地稱她作Dörchen（小多拉），把她的轉變過程以一個易裝癖的課題記錄於他的性別研究《Geschlechtskunde》並出版。研究所的醫生費利克斯·亞伯拉罕（Felix Abraham）發表了Dorchen的性別轉變為案例研究：「她的閹割有效果－雖然不是很廣泛－使她的身體變得豐滿，限制她的鬍鬚生長，乳房發育為首先可見的跡象，並給予盆腔脂肪墊…較女性化的形狀。」1931年初，多拉年約40歲，她的陰莖被該研究所的醫生列維·倫茲（Dr. Levy-Lenz）截去，然後於同年6月由柏林外科醫生喬哈爾班德教授（Prof. Dr. Gohrbandt）通過嫁接人工陰道到多拉體內，完成高難度實驗性的陰道成形術[79]。多拉成為了記錄下首個接受陰道成形術之跨性別女性。這高難度實驗性的手術（其中包括首次試驗的陰道成形術）為當時代非凡之成就，結果所得到的宣傳足以引誘莉莉到研究所。莉莉的個案比多拉的受到更多注目[80]。莉莉成為了喬哈爾班德教授自1931年後，第二個進行陰道成形術的跨性別女性，她的閹割和陰莖切除術由路德維希列維·倫茲醫生（Dr. Ludwig Levy-Lenz）於前一年進行，這些初步的手術有時造成了莉莉進行變性手術日期的混亂。喬哈爾班德教授的手術故意完好的留下陰囊殘餘，以在稍後的日期修改陰唇，但由於不明的原因，他自己沒有執行進一步的程序。相反，莉莉的個案則由與媒體關係友好的納粹黨員庫爾特醫生於德累斯頓婦女診所（Dresden Women's Clinic）接管，在這裡進行陰唇整型術和隨後的外科修正。在前抗生素時代，莉莉因感染於1931年9月死亡。納粹於1933年5月燒毀相關病歷檔案，1945年2月盟軍之轟炸砲火摧毀了德累斯頓婦女診所及其記錄。